# Iwa-zima
Iwa-zima (japanisch 岩島 ‚Felseninsel‘) ist eine markant vorspringende Insel vor der Prinz-Harald-Küste des ostantarktischen Königin-Maud-Lands. Sie gehört zur Inselgruppe Flatvær und liegt vor dem nordöstlichen Ende der Ost-Ongul-Insel im nordöstlichen Teil der Lützow-Holm-Bucht.
Norwegische Kartographen kartierten sie 1946 anhand von Luftaufnahmen der Lars-Christensen-Expedition 1936/37. Japanische Wissenschaftler gaben ihr 1962 den profanen Namen.